# 若林重喜
若林 重喜（わかばやし しげき、1966年12月24日 - ）は、日本の野球選手（内野手）、野球指導者。社会人ベストナインに史上最多の6回選出され、バルセロナ五輪代表では五番打者を務めた。

## 経歴
佐伯市立彦陽中学校では投手を務めていたが、佐伯鶴城高で三塁手に転向して同学年の野村謙二郎と三遊間を組んだ。高校通算で23本塁打を記録し、3年夏の全国高等学校野球選手権大分大会ではリリーフとして登板もしたが、甲子園出場はならなかった。高校卒業後は立正大学に進み、東都大学リーグ二部では4年の春に三冠王に輝いている。
1989年に大学を卒業すると日本石油に入社し、同年の第60回都市対抗野球大会では早くも六番としてスタメン入りした。秋の日本選手権からは打順が五番に上がり準優勝に貢献。以降、四番の徳永耕治とともにツインバズーカと呼ばれる強力なコンビを形成し、翌年の日本選手権でも準優勝、1991年には同選手権で優勝している。
また1990年からは4年連続で三塁手として社会人ベストナインに選出され、1992年のバルセロナ五輪では日本代表にチームメイトの徳永や坂口裕之、小桧山雅仁らとともに選出されている。同五輪では全試合に三塁手として先発出場し、予選リーグ第2戦の対スペイン戦以降は五番を務めた。打率.394、13安打はいずれもチーム2位の成績だったが、一方で9試合で6打点は同5位タイで中軸としては必ずしも高くない数字だった。
1993年の都市対抗では徳永に代わって四番を務め、自身初となる同大会優勝に貢献して大会優秀選手に選ばれた。1995年の都市対抗でも優勝し、1996年の都市対抗は準決勝で敗れたものの徳永とともに5本塁打を放ち、3年ぶりに社会人ベストナインに選ばれている。日本石油が予選敗退した1997年および1998年の都市対抗には、日産自動車の補強選手として参加し、10年連続出場を達成。特に1998年の第69回大会では準決勝から決勝にかけて9打席連続安打を記録し、決勝戦では5打数5安打の活躍で日産の優勝に貢献した。この大会では打率.684で首位打者賞に輝いている。同年は初めて一塁手として社会人ベストナインに選ばれたが、そのまま現役を引退している。
1999年には現役時代の功績をたたえ、佐伯市から市民栄誉賞が贈られている。2002年に新日本石油にコーチとして復帰して翌2003年から監督を務めた。2003年は都市対抗に出場するなど、2005年まで世代交代期にあるチームを統率した。
2018年のジャカルタ・パレンバンアジア競技大会において、野球日本代表（侍ジャパン）のコーチを務めた。
2019年7月6日、社会人野球での実績が評価され、日本野球連盟が制定した「社会人野球　平成ベストナイン」に選出された。

## 選手としての特徴・人物
ボールを引きつけて打つバッティングができており、サイドスローなどの技巧派も苦にしなかったという。高校の同級生だった野村謙二郎の姿を見て自分のプレーもプロで通用する自信があり、特に1991年には凍結選手として翌年のバルセロナ五輪を目指すかプロ入りするか深く迷ったという。しかし年齢的な不安もあり、結果として逡巡の末にアマチュアで野球を続ける道を選んでいる。